# Đậu nho nhe
Đậu nho nhe (danh pháp hai phần: Vigna umbellata) là loài thực vật có hoa trong họ Đậu. Loài này được (Thunb.) Ohwi & H.Ohashi miêu tả khoa học đầu tiên.

## Hình ảnh

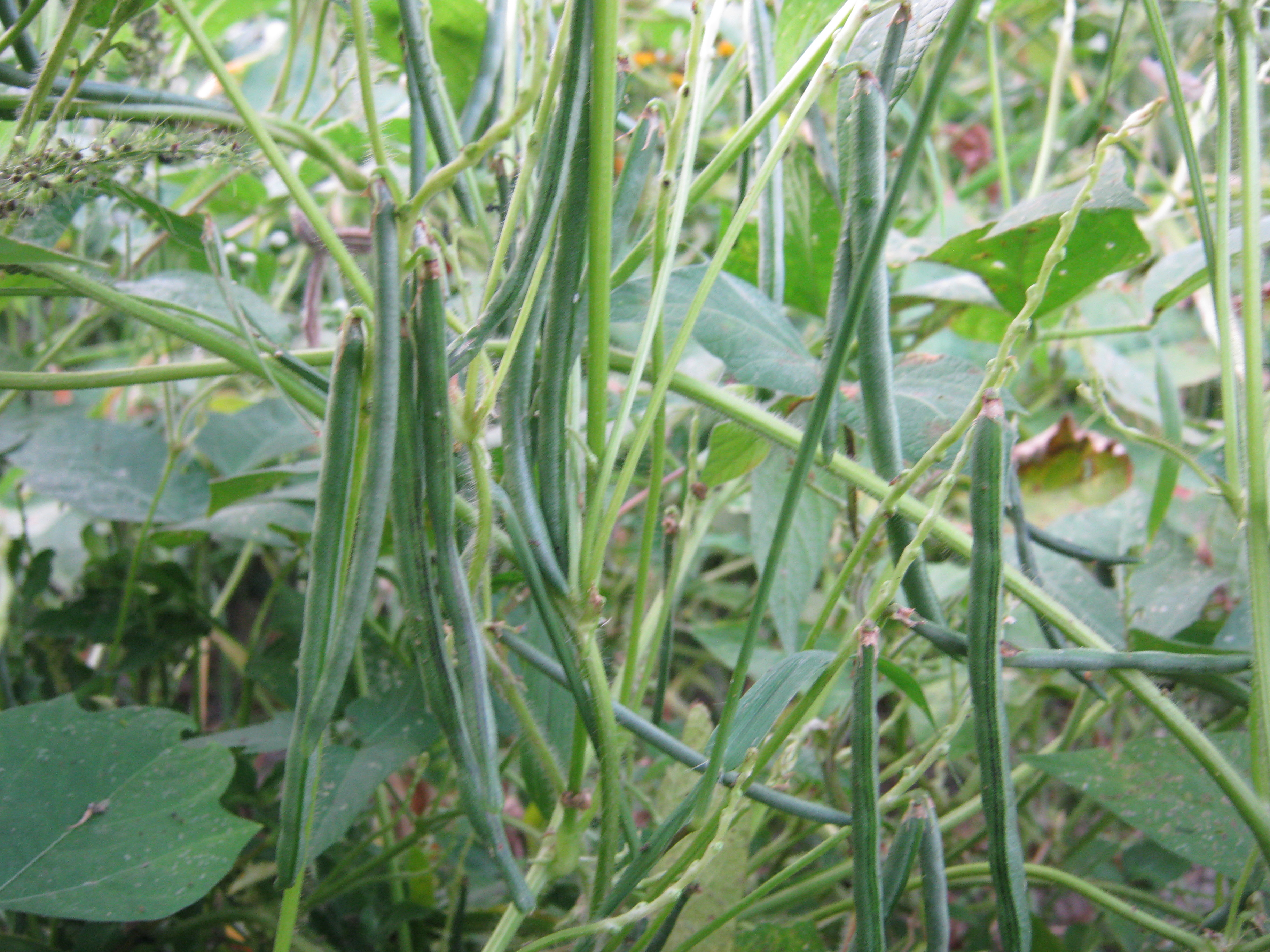
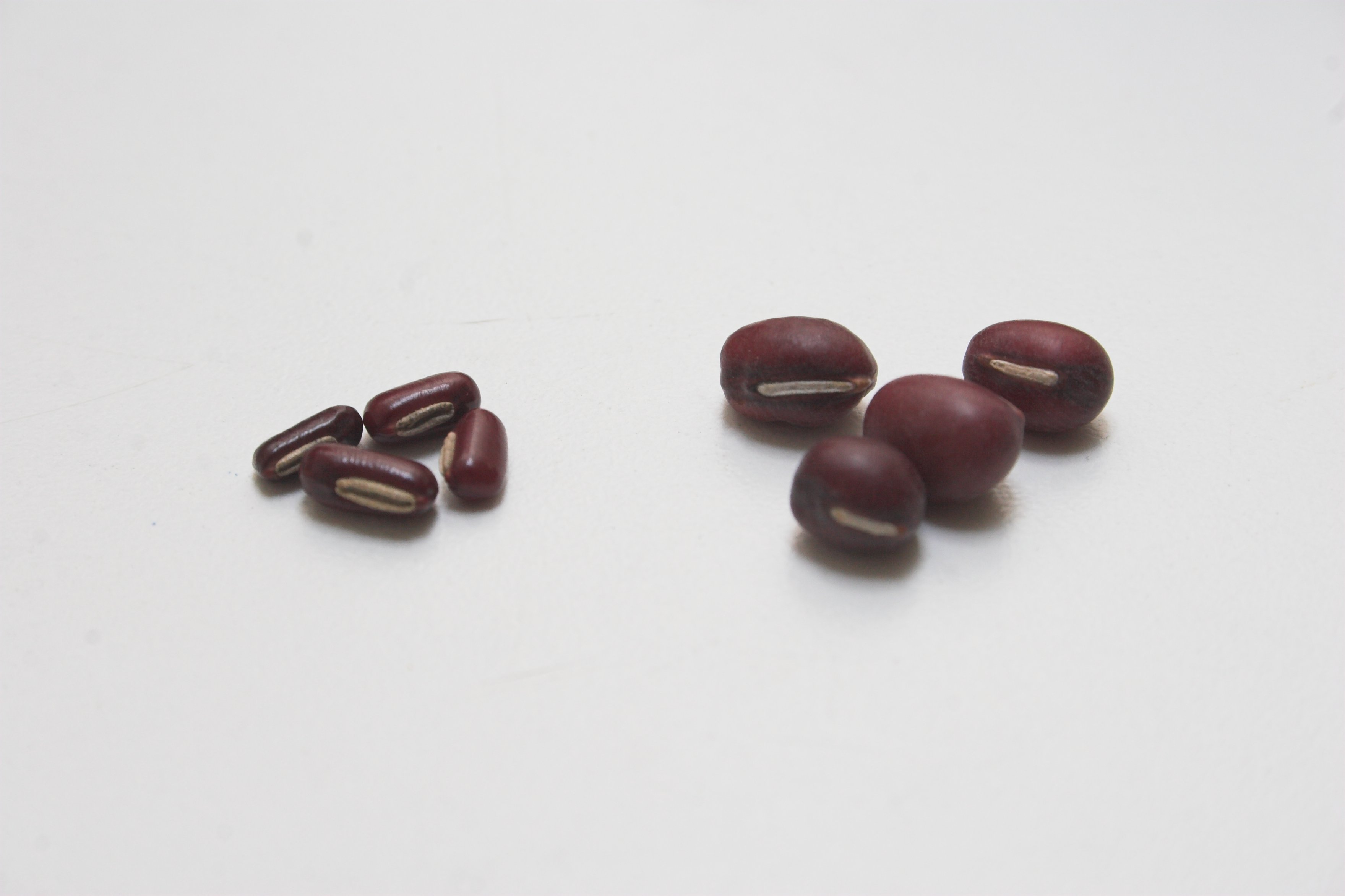